# 1-я моторизованная инженерная бригада
Не следует путать с 1-й сапёрной бригадой
Не следует путать с 1-й инженерно-сапёрной бригадой
Не следует путать с 1-й моторизованной штурмовой инженерно-сапёрной бригадой
Не следует путать с 1-й гвардейской моторизованной инженерной бригадой
1-я моторизованная инженерная бригада - воинское соединение Вооружённых Сил СССР во время Великой Отечественной войны

## История
Бригада сформирована путём переформирования 1-й инженерной бригады спецназначения 27.05.1944 в составе 19-й армии.
В действующей армии с 27.05.1944 по 09.05.1945 года
В июне 1944 года переброшена на Свирский оборонительный рубеж, где с 21.06.1944 участвует в Свирско-Петрозаводской операции. К началу наступления провела тщательную разведку участков форсирования, заготовку переправочных средств и сплошное разминирование подходов к реке. В наступлении части бригады входили в специальные группы разведки маршрутов, обеспечивали разминирование и восстановление дорог.
Затем переброшена в Заполярье, где принимала участие в Петсамо-Киркенесской операции. В ходе операции после форсирования реки Печенги все свои батальоны сосредоточила на разминировании и ремонте дорог, больше не занимаясь непосредственной поддержкой войск.
После операции в боях не участвовала.

## Полное наименование
- 1-я моторизованная инженерная Печенгская Краснозамённая бригада

## Состав
- 167-й отдельный инженерно-сапёрный батальон
- 168-й отдельный моторизованный инженерный батальон
- 169-й отдельный моторизованный инженерный батальон
- 11-й отдельный батальон электрических заграждений

## Подчинение
| Дата            | Фронт (округ)    | Армия                | Корпус | Дивизия | Бригада | Примечания |
| --------------- | ---------------- | -------------------- | ------ | ------- | ------- | ---------- |
| 01.06.1944 года | Карельский фронт | 19-я армия           | -      | -       | -       | -          |
| 01.07.1944 года | Карельский фронт | 7-я армия            | -      | -       | -       | -          |
| 01.08.1944 года | Карельский фронт | 7-я армия            | -      | -       | -       | -          |
| 01.09.1944 года | Карельский фронт | 32-я армия           | -      | -       | -       | -          |
| 01.10.1944 года | Карельский фронт | -                    | -      | -       | -       | -          |
| 01.11.1944 года | Карельский фронт | 14-я армия           | -      | -       | -       | -          |
| 01.12.1944 года | -                | 14-я отдельная армия | -      | -       | -       | -          |
| 01.01.1945 года | -                | 14-я отдельная армия | -      | -       | -       | -          |
| 01.02.1945 года | -                | 14-я отдельная армия | -      | -       | -       | -          |
| 01.03.1945 года | -                | 14-я отдельная армия | -      | -       | -       | -          |
| 01.04.1945 года | -                | 14-я отдельная армия | -      | -       | -       | -          |
| 01.05.1945 года | -                | 14-я отдельная армия | -      | -       | -       | -          |

## Награды
| Награда (наименование)             | Дата                                       | За что получена |
| ---------------------------------- | ------------------------------------------ | --- |
| Орден Красного Знамени             | Указ Президиума ВС СССР от 14.11.1944 года | за образцовое выполнение заданий командования в боях с немецкими захватчиками, за овладение городом Киркенес и проявленные при этом доблесть и мужество          |
| Почётное наименование «Печенгская» | Приказ ВГК № 0354 от 31.10.1944 года       | за образцовое выполнение заданий командования в боях с немецкими захватчиками, за овладение городом Петсамо (Печенга) и проявленные при этом доблесть и мужество |